# Брин, Абрам Яковлевич
Абрам Яковлевич Брин (бел. Абрам Якаўлевіч Брын; 12 июня 1918, Витебск — 6 мая 2004, Витебск) — советский и белорусский тренер по боксу, заслуженный тренер Белорусской ССР (1968).

## Биография
Родился 12 июня 1918 года в Витебске. 
До Великой Отечественной войны выступал в боксерских состязаниях, был финалистом чемпионата БССР (1937). Окончил школу тренеров (1938). С 1938 года — на тренерской работе в профсоюзном обществе “Темп” (Витебск).

Во время службы в Красной Армии Абрам Брин окончил Вологодскую военную школу (отделение разведки). Участник советско-финской войны и Великой Отечественной войны. Был несколько раз ранен, в 1943-м году стал инвалидом. Награждён орденом Отечественной войны, медалью «За боевые заслуги».

В 1945-м в родном Витебске организовал первую послевоенную футбольную команду «Динамо», а через год — боксерскую секцию.
 
Среди его учеников:
- Виль Ильченко, серебряный призёр чемпионата СССР (1961);
- Анатолий Хотенчик, серебряный призёр I и II Спартакиад народов СССР (1956, 1959);
- Валерий Кондратенко, заслуженный тренер СССР.[3]

В 1978 году после ухода на пенсию по его предложению в Витебске был организован первый спортивно-оздоровительный клуб “Перчатки мужества”. Помимо бокса в клубе работали секции настольного тенниса, волейбола и фехтования. В клубе Абрам Брин проработал практически до конца жизни.

Скончался в 2004 году. Мемориальная доска установлена в Витебске по адресу: улица Ленина, 59/11.